# Come pietra paziente
Come pietra paziente (in persiano سنگ صبور‎) è un film del 2012 diretto da Atiq Rahimi.
La sceneggiatura è stata scritta da Jean-Claude Carrière in collaborazione con il regista. Il soggetto è tratto dal romanzo omonimo dello stesso regista, vincitore dell'edizione 2008 del premio letterario francese Goncourt.
Tra gli interpreti del film figurano l'attrice iraniana Golshifteh Farahani, Hamid Djavadan, Massi Mrowat, e Hassina Burgan.

## Trama
Una giovane donna afgana, tra le macerie di una città in guerra, si prende cura del marito, ridotto allo stato vegetale da una ferita recente. Circondata dalla violenza degli scontri e abbandonata dai familiari, la donna si troverà ad aprire le proprie frustrazioni e paure al silenzioso corpo del marito, rivelandogli un pezzo alla volta le ombre di una vita insieme.
Attraverso il rapporto con la zia materna e l'incontro con un giovane miliziano, la donna riuscirà a trasformare il corpo vivo e immobile del marito nella sua "pietra paziente", alla quale confidare ricordi, angosce, segreti e speranze, fino a che la pietra non sia pronta a frantumarsi per lasciare la giovane moglie libera.